# Аконъярви (станция)
А́конъя́рви (фин. Akonjärvi) — промежуточная грузовая техническая железнодорожная станция Октябрьской железной дороги на 85,2 км перегона Поросозеро — Гимольская Западно-Карельской магистрали.

## Общие сведения
Станция территориально расположена в Поросозерском сельском поселении Суоярвского района Карелии. Получила наименование по названию близлежащего озера (в переводе с финского языка Akonjärvi означает "бабье озеро").
Станция сдана в эксплуатацию 30 сентября 1956 года в составе первой очереди Западно-Карельской магистрали. Первоначально, до 1959 года, станция была тупиковой и пассажирское движение осуществлялось только до Аконъярви.
До июня 2019 года станция обслуживала ООО "Муезерский Гранит" (Добыча декоративного и строительного камня, известняка, гипса, мела и сланцев).
Также к станции шли два подъездных пути, в настоящее время полностью разобранные: к Поросозерскому леспромхозу (ликвидирован в 2000 году) и к Поросозерскому лесопильному заводу.

## Пассажирское движение
Пассажирские поезда делают на станции исключительно технологическую остановку. Купить билет до станции невозможно. Пассажирское здание закрыто, билетная касса и зал ожидания отсутствуют. Несмотря на это станция оборудована новым пассажирским павильоном. На станции функционирует пост ЭЦ, обеспечивая автоблокировку.

## Галерея
- Станция Аконъярви
- Вид в сторону Гимольской.
- Вид в сторону Поросозера.
- Пост ЭЦ.
- Неиспользуемые подъездные пути.